# William Control
William Control ist ein Nebenprojekt des Aiden-Sängers Wil Francis, das 2008 ins Leben gerufen wurde und bei Victory Records unter Vertrag steht. Der Musikstil der Band lässt sich dem Darkwave sowie dem Synthpop zuordnen. Weitere Bandmitglieder bei William Control sind Nick Wiggins und Kenny Fletcher.

## Geschichte
Das Debütalbum Hate Culture erschien am 28. Oktober 2008. Die einzige Single zum Album heißt Beautiful Loser. In einem Interview im Kerrang! erzählt der Sänger, dass es inhaltlich um die Geschichte eines Mannes geht, welcher William Control heißt. Das Album beschreibt seine letzte Nacht auf der Erde, denn er hat vor sich selbst zu töten. Das Album erreichte den 12. Platz der Electronic-Alben bei Billboard, sowie den 43. Platz in den Heatseeker-Charts.
Bevor die Band ihr zweites Album produzierte, tourte sie mit Escape the Fate Ende 2008. 2009 begann Francis an dem neuen Album zu arbeiten. Das Album erschien am 8. Juni 2010. Die einzige Single zu Noir (Name des Albums) heißt I’m Only Human Sometimes und wurde drei Wochen vor dem Erscheinen des Albums veröffentlicht.
Nach der Veröffentlichung der EP Novus Ordo Seclorum  2011 und der Single Kiss Me Judas im Jahre 2012, folgte das dritte Studioalbum Silentium Amoris, welches am 2. April 2012 erschien.

## Diskografie

### Alben
- 2008: Hate Culture
- 2010: Noir
- 2012: Silentium Amoris
- 2014: The Neuromancer

### EPs
- 2011: Novus Ordo Seclorum
- 2013: Skeleton Strings
- 2016: The Pale
- 2017: The Black
- 2017: Revelations the Red
- 2017: Revelations the White

### Soundtracks
- 2008: Saw V, Strangers
- 2009: Underworld: Rise of the Lycans (mit einem Remix des Songs Deathclub)

### Singles
- 2008: Beautiful Loser
- 2010: I’m Only Human Sometimes
- 2010: Eleonora
- 2010: The Tell-Tale Heart
- 2010: The Oval Portrait
- 2010: The Raven
- 2011: New World Order (A New Kind of Faith)
- 2012: Kiss Me Judas
- 2014: Revelator

### Videoalben
- 2008: Beautiful Loser
- 2010: I’m Only Human Sometimes
- 2012: Kiss Me Judas
- 2014: Revelator